# 오사카부 제9구
오사카부 제9구(大阪府 第9区)는 일본의 중의원 선거구이다. 1994년 공직선거법으로 신설되었다.

## 지역
- 이케다시
- 이바라키시
- 미노 시
- 도요노군